# Jin Kazama
Jin Kazama (jap. 風間 仁 Kazama Jin) – fikcyjna postać występująca w serii gier Tekken. Pomimo że zadebiutował dopiero w trzeciej części owej serii jest aktualnie główną jej postacią. Należy on do rodziny Mishima, wokół której budowana jest fabuła. Nosi nazwisko matki, Jun Kazama, gdyż ta wychowywała go samotnie do czasu gdy skończył 15 lat – wtedy została zamordowana przez Toshina (Ogre)- boga walki, polującego na największych na świecie mistrzów sztuk walki. Ojciec Jina, Kazuya Mishima, kilka miesięcy przed jego narodzinami zginął z ręki swojego ojca – Heihachi’ego podczas drugiego Turnieju o Tytuł Króla Żelaznej Pięści.

## Opis postaci
Osobowość
Jin sam z siebie jest człowiekiem prawym, brzydzi się kłamstwem,zdradą i obłudą. Lubi spacerować po lesie. Jego imię po japońsku znaczy wspaniałomyślność lub życzliwość. Kiedy uświadomił sobie istnienie Devil Genu oraz fakt, że jego dziadek i wskrzeszony ojciec są złymi ludźmi postanowił zabić obydwu oraz siebie, niszcząc w ten sposób zło ich linii krwi. Udało mu się pokonać obydwu w czwartej edycji turnieju i miał okazję ich zabić, lecz postanowił tego nie czynić.
Dziedzictwo
Jin Kazama jako członek rodu Mishima posiada w sobie Gen Diabła (ang. „Devil Gene”) – gen będący wcieleniem zła oraz posiadający ogromną moc. Jin posiada jego symbol na lewym ramieniu. Gen Diabła posiada własną wolę, jednak w przypadku każdej osoby przejawia się nieco inaczej. Punktem wyjścia do pierwszego przebudzenia jest sytuacja zagrożenia życia. Później mogą to być silne negatywne emocje, zażarta walka, ciężkie rany. Gen Diabła teoretycznie można kontrolować, jest to jednak bardzo trudne. W przypadku Jina Gen przejawiał się kilkakrotnie na krótki czas, lecz bohater zawsze był w stanie nad nim zapanować. Zmieniło się to po piątej edycji turnieju, kiedy to Gen Diabła przejął całkowicie kontrolę nad Jinem zmieniając jego osobowość i wygląd, przeistaczając go w Devil Jina.
Wygląd
Jako Jin
Jin jest Japończykiem, mierzy ok. 180 cm wzrostu. Waga 75 kg. Ma czarne włosy postawione do góry (podobnie jak jego ojciec) oraz grzywkę składająca się z pojedynczych pasemek włosów zasłaniających częściowo czoło. Jest mocno umięśniony, w wielu jego strojach przejawia się motyw płomieni.
Jako Devil Jin
Po przemianie w Devila rosną mu nieco włosy (tylko grzywka), z boków głowy wyrastają rogi zakrzywione do przodu a z pleców czarne anielskie skrzydła. Całe ciało, łącznie z twarzą pokrywają czarne, symetryczne symbole. Kolor oczu zmienia się na jaskrawo biały z czarnymi źrenicami, pośrodku czoła pojawia się trzecie oko koloru czerwonego.
Kiedy Devil gen przejął pełną kontrolę nad ciałem Jina potrafił on jednak zachować jego oryginalny wygląd.

## Historia
Przed Tekken 3
Jin mieszkał wraz ze swoją matką, Jun, która szkoliła go w sztuce walki swojej rodziny – 'Defensywnym Stylu Walki Rodu Kazama' opartym na karate. Kiedy Jin miał 15 lat, na świecie zaczęli ginąć wielcy mistrzowie różnych sztuk walki, a Jun przeczuwała, że także jest celem. Opowiedziała synowi ich historię – dwie pierwsze edycje Tekkena, kim byli jego dziadek i ojciec oraz śmierć Kazuyi. Na wypadek, gdyby coś jej się stało, nakazała mu udać się do Heihachiego.
Przeczucie nie myliło Jun – Ogre pojawił się w jej domu, a ona kazała synowi uciekać. Jin nie usłuchał, zamiast tego rzucił się na Ogre'a, stając w obronie matki, lecz przegrał i zmasakrowany stracił przytomność. Kiedy doszedł do siebie, wokół zobaczył tylko zgliszcza, nigdzie wokół nie było ani Jun, ani boga walki. Jin przysiągł zemstę na Toshinie.
Trening u Heihachiego
Heihachi rozpoznał w Jinie syna Kazuyi i przyjął go pod swoje skrzydła. Opiekował się nim i stał się dla niego najbliższą i zaufaną osobą. Trenował go w 'Stylu Walki Mishima' opartym na karate i obiecał pomóc mu w zemście. W międzyczasie pracował także dla Mishima Zaibatsu oraz poznał Hwoaranga, który uznał Jina za swojego rywala.
Tekken 3
Kiedy Jin po czterech latach treningu doskonale opanował styl Mishima, Heihachi po dwudziestoletniej przerwie ogłosił trzeci Turniej o Tytuł Króla Żelaznej Pięści. Jin wziął w nim udział z celem zabicia Ogre'a. Ze względu na duże skupisko mistrzów sztuk walki jego obecność na turnieju była bardziej niż pewna.
Jinowi udało się dojść do ostatniej rundy, w której stanął z Ogre'em do walki. Zwyciężył, lecz spotkało go coś, czego nigdy by się nie spodziewał – został zaatakowany przez Heihachiego oraz żołnierzy jego sił zbrojnych. Jin został kilkakrotnie trafiony z broni palnej. Wtedy to po raz pierwszy obudził się w nim Devil Gen – szybko rozprawił się z członkami Tekken Force, po czym chwycił Heihachiego za głowę i rozbił z jej użyciem ścianę świątyni, wyrzucając go na zewnątrz. Wyskoczył przez tę samą dziurę, rozpostarł skrzydła i jeszcze raz natarł na swojego dziadka, po czym odleciał.